# Messias (kommun)
Messias är en kommun i Brasilien.   Den ligger i delstaten Alagoas, i den östra delen av landet, 1 500 km nordost om huvudstaden Brasília. Antalet invånare är 15 682.
Följande samhällen finns i Messias:
- Messias

Omgivningarna runt Messias är en mosaik av jordbruksmark och naturlig växtlighet. Runt Messias är det tätbefolkat, med 343 invånare per kvadratkilometer.